# Тихоокеанский удав
Тихоокеанский удав (лат. Candoia aspera) — вид змей из семейства ложноногих, обитающий в Юго-Восточной Азии.

## Описание
Общая длина колеблется от 0,6 до 1 м. Имеет крайне толстое туловище, расширенную голову и короткий, заострённый хвост. Морда вытянутая, уплощена дорсовентрально и слегка сужающаяся на конце. Чешуя туловища имеет высокие, прочные кили. Эта змея по форме напоминает некоторых змей, например, габонскую или носатую гадюк. Такое сходство также помогает этому удаву тем, что его часто принимают за ядовитую змею. Окраска коричневая или красноватая с рисунком из вытянутых поперечных пятен неправильной формы. По краям пятен часто видны вертикальные светлые штрихи.

## Образ жизни
Предпочитает леса и кокосовые плантации. Встречается на высоте до 1300 м над уровнем моря. Активна ночью. В основном передвигается по земле, прячась под опавшими листьями или среди растительности. Очень редко заползает на деревья. Благодаря своей расцветке хорошо маскируется в лесной подстилке. Питается наземными лягушками, ящерицами и мелкими млекопитающими.

## Размножение
Это живородящая змея.

## Распространение
Обитает на некоторых островах Индонезии, на Новой Гвинее и архипелаге Бисмарка.

## Подвиды
- Candoia aspera aspera (Günther, 1877)
- Candoia aspera schmidti (Stull, 1932)